# Kjell Carnbro
Kjell Åke Carnbro, född 18 november 1947, är en svensk journalist, som arbetade som chefredaktör och ansvarig utgivare på Sundsvalls tidning från maj 1989 till 31 oktober 2011. När han tillträdde ersatte han Börje Alström. Tidigare arbetade Carnbro parallellt med chefredaktörskapet som debattredaktör på tidningen. När han utsågs till chefredaktör på ST kom han närmast från ett arbete som chefredaktör och ansvarig utgivare på tidningen Norra Sveriges Affärer & Företag.
Han hade också arbetat på Västernorrlands Allehanda, Sundsvalls Tidning och Mittnytt. Åren 2004 och 2006 satt han med i Stora journalistprisets prisnämnd. Kjell Carnbro har bland annat engagerat sig i Dawit Isaaks sak. Han har också varit styrelseledamot i Demokratiinstitutet. Sedan 2004 är han styrelseledamot i Tidningsutgivarna, där han tidigare var ledamot i valnämnden. Kjell Carnbro har skrivit boken Västernorrlands läns stadshypoteksförening 1972–1992 (1994).